# Giải Pacem in Terris
Giải Pacem in Terris là một giải thưởng hòa bình của  Công giáo Hoa Kỳ, được trao hàng năm để tưởng nhớ tông thư "Pacem in Terris" (Hòa bình trên Trái Đất) (1963) của giáo hoàng Gioan XXIII.
Giải Pacem in Terris do "Hội đồng Công giáo liên chủng tộc Davenport" của giáo phận Davenport thuộc tiểu bang Iowa (Hoa Kỳ) khởi xướng từ năm 1964. Từ năm 1976, giải do "Liên hiệp Pacem in Terris" của Quad Cities. Năm 2005, Liên hiệp gồm giáo phận Davenport, Đại học St. Ambrose, Augustana College (Illinois), "Churches United of the Quad-Cities", và Congregation of the Humility of Mary.
Có sáu người đoạt giải này, cũng đã đoạt Giải Nobel Hòa bình.

## Các người đoạt giải
Dưới đây là danh sách người đoạt giải:
- 1964 John Howard Griffin & John F. Kennedy (truy tặng)
- 1965 Martin Luther King Jr.
- 1966 R. Sargent Shriver
- 1967 A. Philip Randolph
- 1968 James Groppi
- 1969 Saul Alinsky
- 1971 Dorothy Day
- 1974 Harold Hughes
- 1975 Hélder Câmara
- 1976 Mẹ Teresa của Calcutta
- 1979 Thomas Gumbleton
- 1980 Crystal Lee Sutton
- 1980 Ernest Leo Unterkoefler
- 1982 George F. Kennan
- 1983 Helen Caldicott
- 1985 Joseph Bernardin
- 1986 Maurice John Dingman
- 1987 Desmond Tutu
- 1989 Eileen Egan
- 1990 Mairead Corrigan Maguire
- 1991 María Julia Hernández
- 1992 Cesar Chavez
- 1993 Daniel Berrigan
- 1995 Jim Wallis
- 1996 Samuel Ruiz García
- 1996 Odebrecht Foundation &  Philip M. Hannan
- 1997 James W. Douglass & Shelley Douglass
- 1998 Helen Prejean
- 1999 Adolfo Pérez Esquivel
- 2000 George G. Higgins
- 2001 Lech Wałęsa
- 2002 Gwen Hennessey & Dorothy Hennessey
- 2004 Arthur Simon
- 2005 Donald Mosley
- 2007 Salim Ghazal [1]
- 2008 Marvin Mottet
- 2009 Hildegard Goss-Mayr
- 2010 John Dear[1]
- 2011 Giám mục Álvaro Leonel Ramazzini Imeri
- 2012 Kim Bobo
- 2013 Jean Vanier
- 2014 Nữ tu Simone Campbell, S.S.S.
- 2015 Thích Nhất Hạnh[3]

### Các người đoạt giải khác
- James C. Murray